# Tanygnathus gramineus
Tanygnathus gramineus е вид птица от семейство Psittaculidae. Видът е световно застрашен, със статут Уязвим.

## Разпространение
Видът е разпространен в Индонезия.